# Cá cóc Ziegler
Cá cóc Ziegle (tên khoa học: Tylototriton ziegleri) là một loài cá cóc được phát hiện ở vùng cao phía bắc Việt Nam tại vùng núi tỉnh Hà Giang và Cao Bằng. Tên gọi loài này được đặt tên theo tên phó giáo sư Thomas Ziegler, từ vườn thú Cologne, Đức - người có nhiều đóng góp trong nghiên cứu và bảo tồn đa dạng sinh học Việt Nam.
Tylototriton ziegleri (Nishikawa, Matsui & Nguyen, 2013) có đặc điểm là da nhám với các nốt sần rất nhỏ; chân chúng dài và mảnh, đuôi mảnh; mặt trên lưng của loài cá cóc màu nâu sẫm hoặc đen.

## Hình ảnh

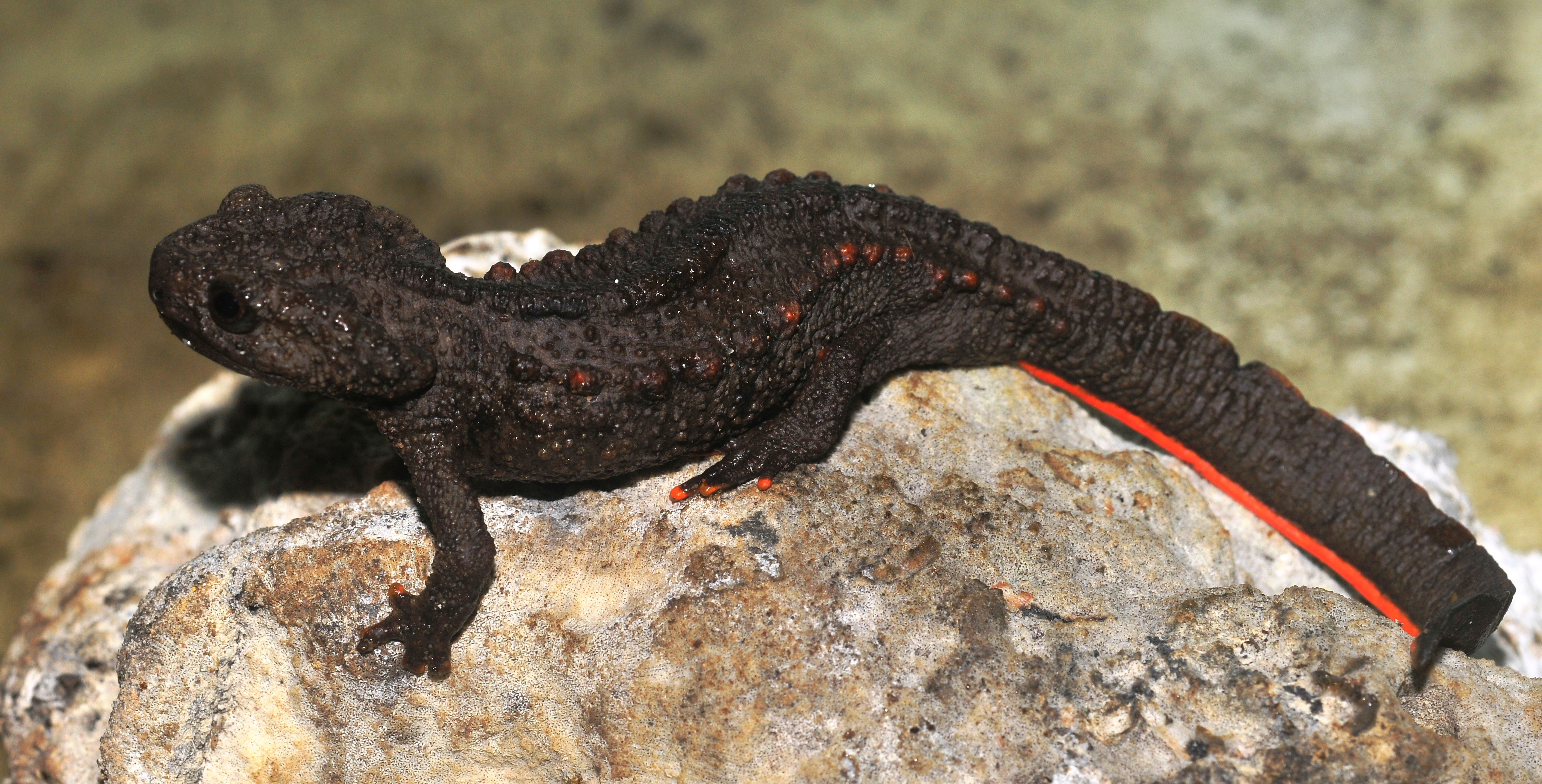